# Byzantine du Louvre

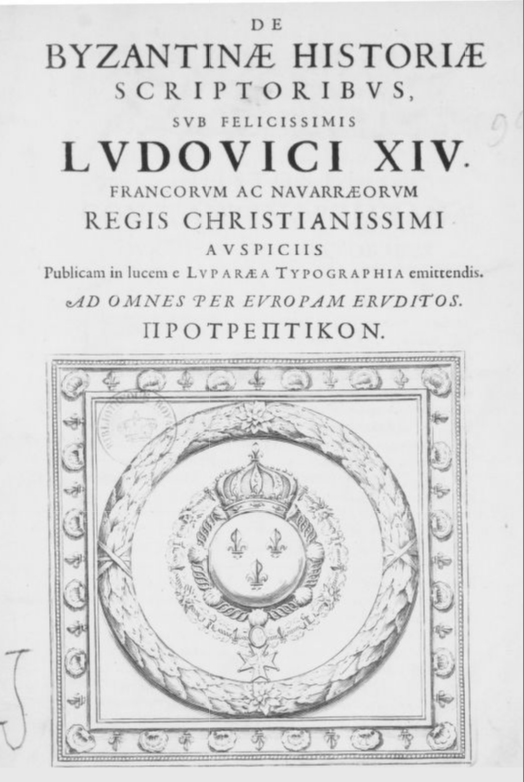
De historiæ byzantinæ scriptoribus

Par Byzantine du Louvre ou De historiæ byzantinæ scriptoribus, on désigne une collection de sources historiques byzantines publiée sous la direction du père Labbe (qui en écrivit l'introduction) à qui cette charge fut confiée par Colbert. Elle fut imprimée de 1648 à 1711 par les jésuites, et compte 24 volumes.
On nomme ainsi la collection des historiens grecs dont les ouvrages nous ont transmis l'histoire de l'empire d'Orient depuis Constantin jusqu'à la prise de Constantinople (1453). 
Les principaux auteurs qui y sont compris sont : 
- Jean Zonaras
- Nicétas Choniatès
- Acominatus Choniatès
- Nicéphore Grégoras
- Laonicus Chalcondylas (ou Nicolas).

Ces 4 premiers auteurs forment un corps complet d'histoire, de Constantin à la fin du XVe siècle; puis viennent de nombreux écrivains qui n'ont traité que des parties détachées, et dont les plus remarquables, en suivant l'ordre chronologique, sont : 
- Procope de Césarée
- Agathias
- Théophylacte
- Saint Nicéphore
- l'empereur Constantin VII Porphyrogénète
- Jean Malalas
- Jean Skylitzès
- Nicéphore Bryenne
- Anne Comnène, fille de l'empereur Alexis Ier Commène
- Georges Acropolite
- Georges Pachymères
- l'empereur Jean VI Cantacuzène
- Kedrenos
- Michel Doukas, de la famille impériale des Doukas
- Jean Cinname.

Leurs écrits ne sont le plus souvent que des compilations sans art et sans choix; ils renferment néanmoins les seuls matériaux que nous possédions sur cette partie de l'histoire. 
La collection des auteurs byzantins a été formée sous Louis XIV et imprimée au Louvre en 36 volumes in-folio, 1644-1711. Elle a été réimprimée à Venise, 1722 et années suivantes, et au XIXe siècle à Bonn : cette dernière édition, entreprise par Barthold Georg Niebuhr en 1827, a été continuée après sa mort par l'Académie de Berlin. 
On joint à cette collection l'Imperium orientale de Anselmo Banduri. Le président Louis Cousin a traduit en français les principaux auteurs byzantins sous le nom d'Histoire de Constantinople, 1672-1674, 8 volumes in-4.

## Source
Cet article comprend des extraits du Dictionnaire Bouillet. Il est possible de supprimer cette indication, si le texte reflète le savoir actuel sur ce thème, si les sources sont citées, s'il satisfait aux exigences linguistiques actuelles et s'il ne contient pas de propos qui vont à l'encontre des règles de neutralité de Wikipédia.